# Filosa

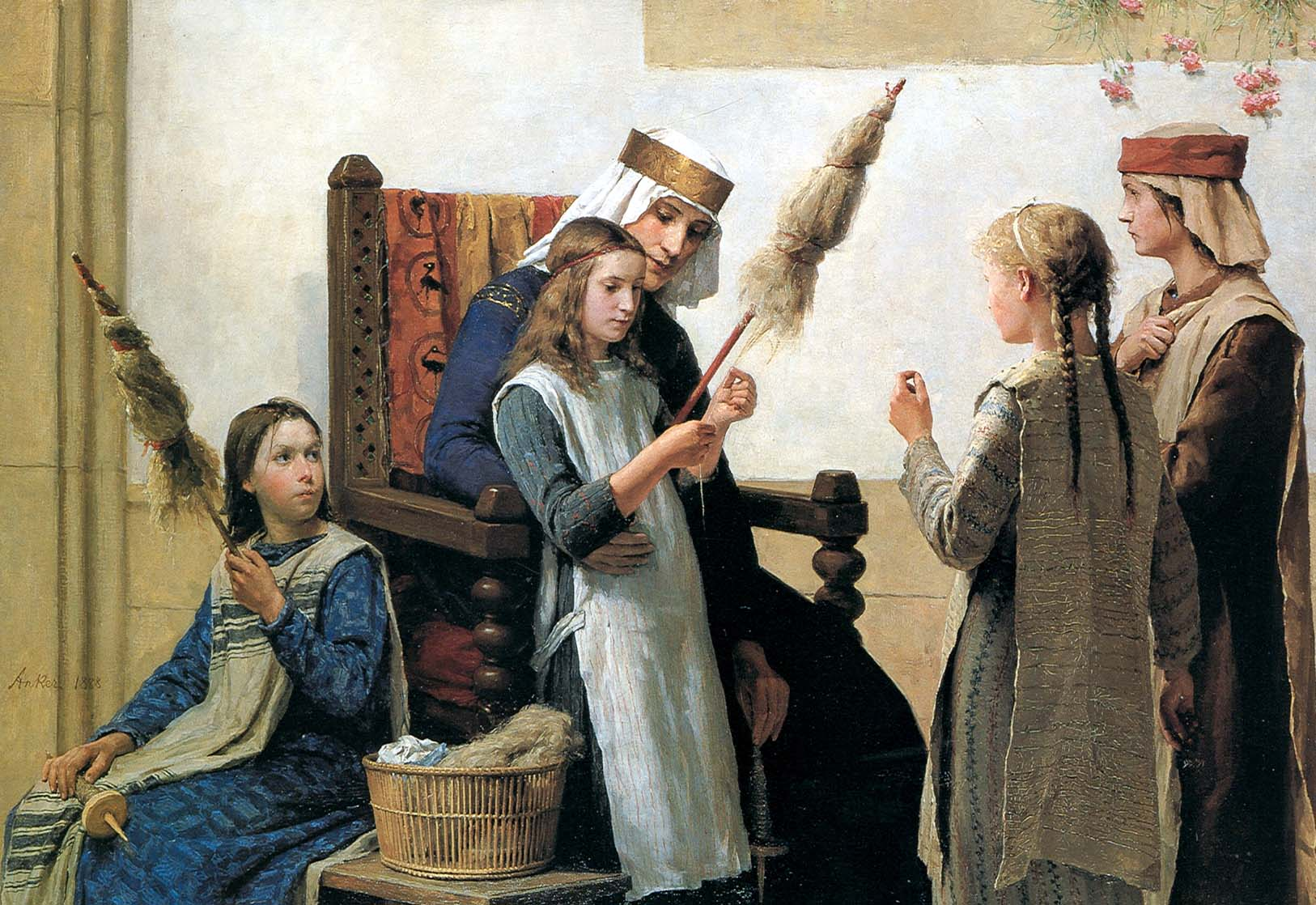
La reina Berthe instrueix a les noies a filar el lli amb fusos amb filoses, Albert Anker, 1888

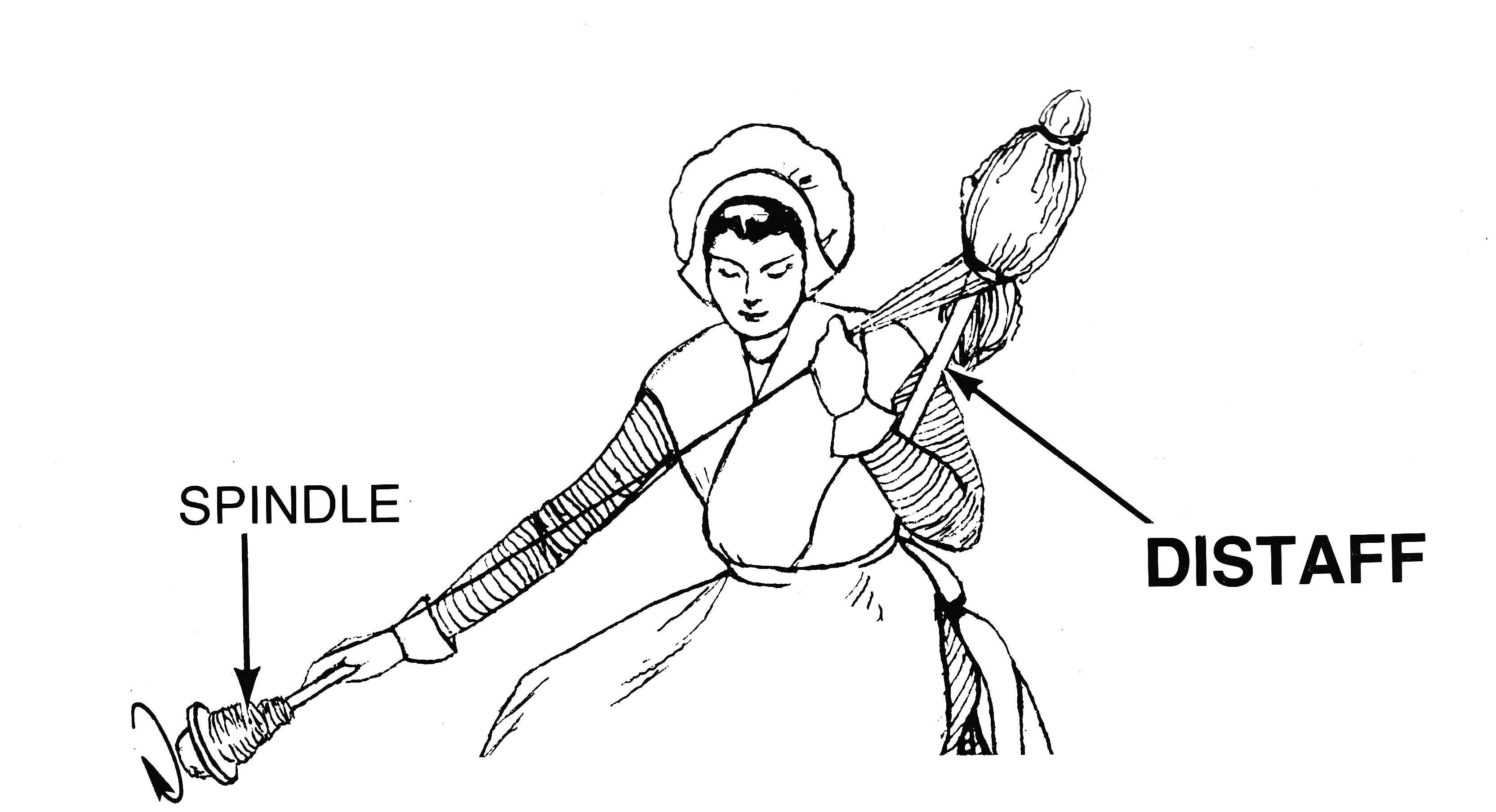
Un fus (spindle) amb una filosa (distaff)

Una filosa és una eina utilitzada per a filar. Està dissenyat per subjectar les fibres sense filar, mantenint-les desenredades facilitant així el procés de filatura. S'utilitza més habitualment per subjectar lli i de vegades llana, però es pot utilitzar per a qualsevol tipus de fibra. La fibra s'embolica al voltant de la filosa i es lliga al seu lloc amb un tros de cinta o corda. En alguns països, el color de la cinta indica l'estat de matrimoni de la persona que l'utilitza. Consisteix en un bastó, generalment de canya, acabat per un cap on s'enrotlla la floca que es vol filar.

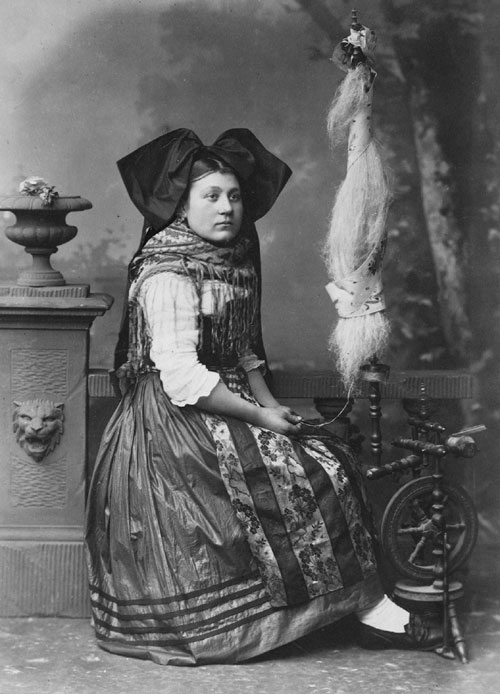
Filadora alsaciana amb filadora i filosa

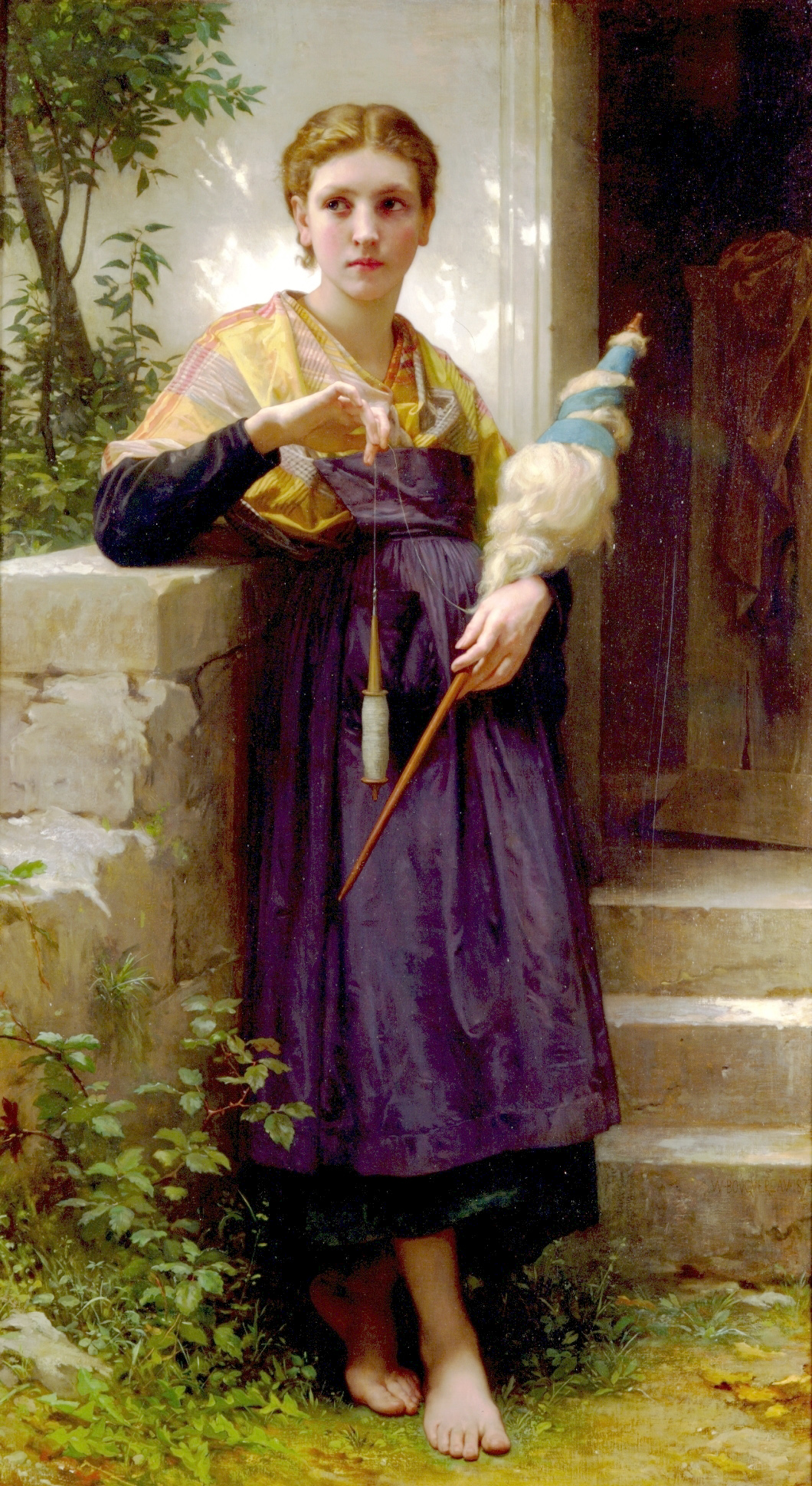
The Spinner de William-Adolphe Bouguereau (1873), representada amb fus i filosa

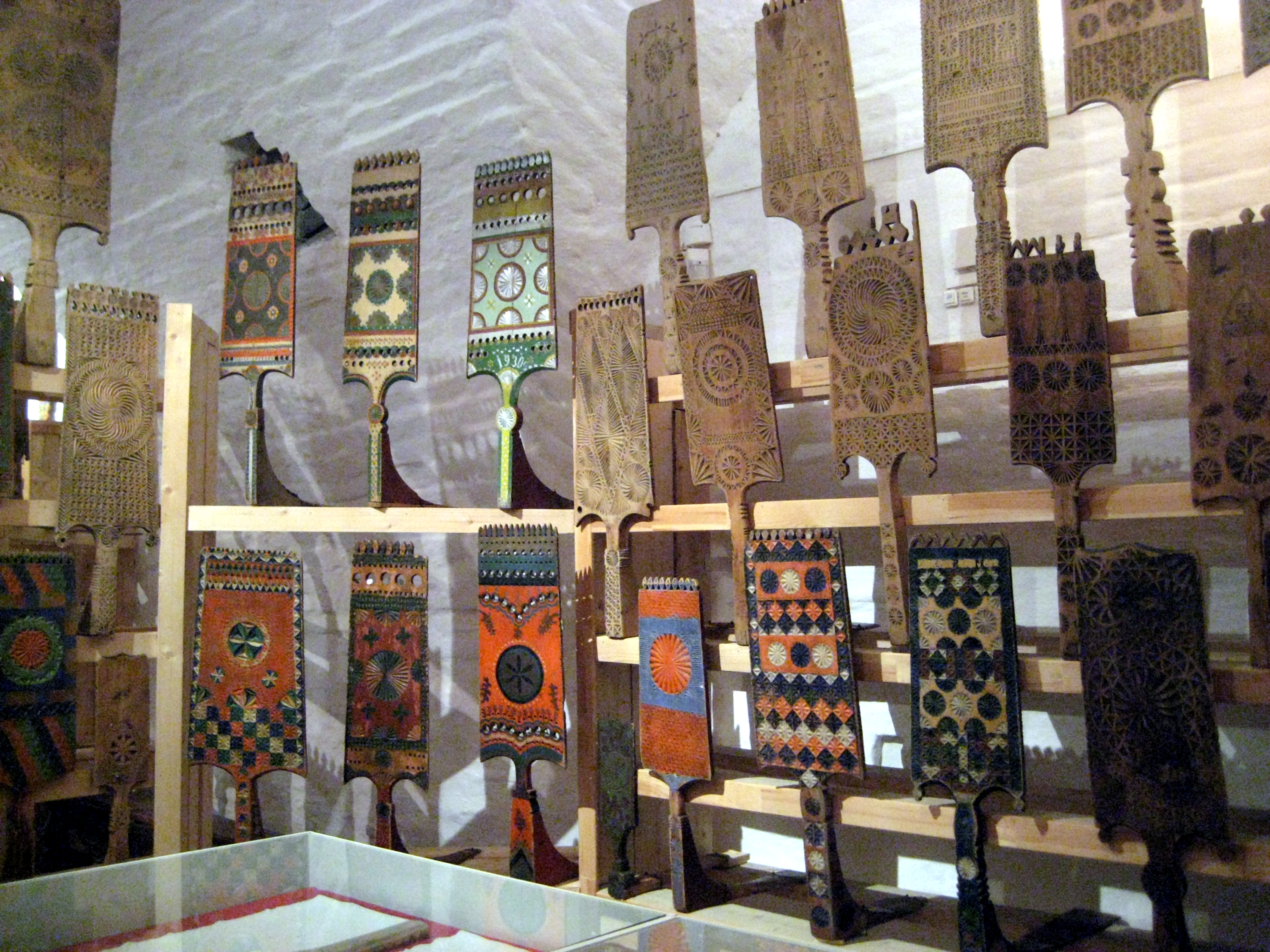
Filoses russes exposades al museu d'artesania popular del monestir de Ferapontov

A l'Europa occidental, hi havia dues formes comunes de filoses, depenent del mètode de filatura. La forma tradicional és un bàcul subjectat sota el braç mentre s'utilitza un fus (vegeu la il·lustració de la figura). Fa uns 3 peus (0.9 m) llarg, subjectat sota el braç esquerra, amb la mà dreta utilitzada per extreure'n les fibres. Aquesta versió és la més antiga de les dues, ja que l'ús dels fusos és anterior al de les filadores amb roda.
També es pot muntar una filosa com a accessori a una màquina filadora. A la filadora, es col·loca al costat de la bobina, on és a l'abast de la treballadora. Aquesta versió és més curta, però no difereix de la versió que acompanya el fus.
En canvi, la filosa tradicional russa, utilitzada tant amb filadores com amb fusos, té forma de L i consta d'un tauler horitzontal, conegut com a dontse (rus: донце ), i una peça vertical plana, sovint en forma de rem, a la cara interior de la qual es lligava o clavava el feix de fibres. La filadora s'asseia al dontse, amb la peça vertical de la filosa a la seva esquerra, i anava traient les floques amb la mà esquerra. La filosa sovint estava detalladament esculpida i pintada i era un element important de l'art popular rus.